# Isantheopsis rosea
Isantheopsis rosea is een zeeanemonensoort uit de familie Actiniidae.
Isantheopsis rosea is voor het eerst wetenschappelijk beschreven door Studer in 1879.